# 東京聖瑪利亞主教座堂
東京聖瑪利亞主教座堂（日语：／ Tōkyō katedoraru sei-maria daiseidō），也稱為關口教會（／ Sekiguchi kyōkai），是位於日本東京都文京區關口的天主教教堂，也是天主教東京總教區的主教座堂。

## 歷史

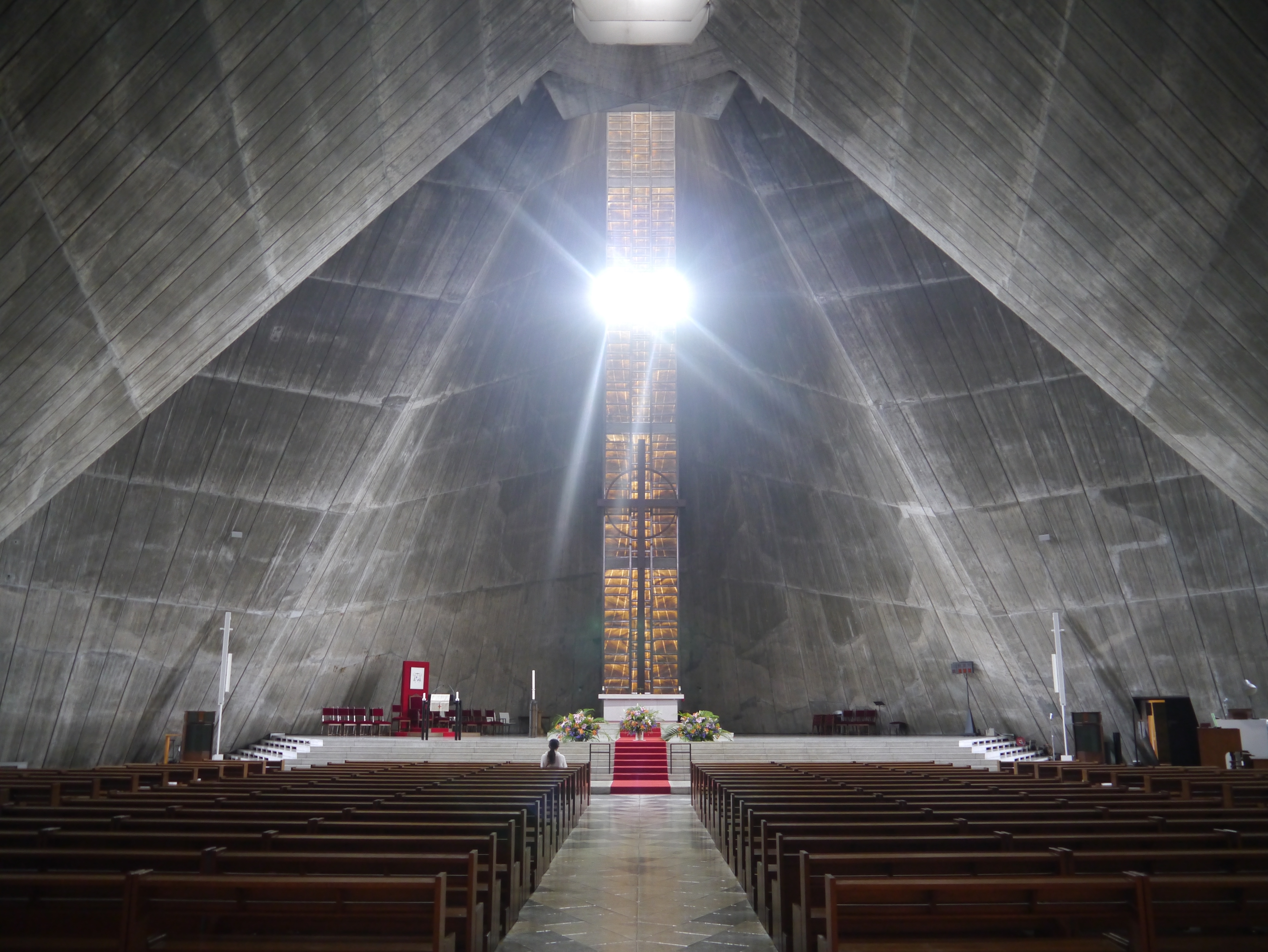
教堂內部樣貌

主教座堂始建於1899年，為哥德式建築，在二次大戰期間被焚毀。在德國科隆的協助下，於1955年重建，由名建築師丹下健三設計。主教座堂於1987年榮獲普立茲克建築獎。

## 交通
- 都營巴士 白61路 “東京椿山莊大酒店前”站 下車
- 東京地下鐵有樂町線 護國寺站、江戶川橋站
- 東京地下鐵副都心線 雜司谷站
- JR山手線 目白站
- 都電荒川線 東池袋四丁目站、鬼子母神前站

## 外部連結
- 官方网站 （日語）